# Elachistocleis ovalis
Elachistocleis ovalis е вид жаба от семейство Тесноусти жаби (Microhylidae). Видът не е застрашен от изчезване.

## Разпространение
Разпространен е в Боливия, Бразилия, Венецуела, Гвиана, Колумбия, Панама, Парагвай, Суринам, Тринидад и Тобаго и Френска Гвиана.

## Описание
Популацията на вида е стабилна.